# Gregory La Cava
Gregory La Cava (ur. 10 marca 1892 w Towanda, zm. 1 marca 1952 w Malibu) – amerykański reżyser filmowy. Dwukrotnie nominowany do Oscara za reżyserię filmów: Mój pan mąż (1936) i Obcym wstęp wzbroniony (1937).
Karierę w przemyśle filmowym zaczął w 1913. Przez lata realizował filmy animowane. Filmy fabularne zaczął tworzyć na początku lat 20. XX wieku Największy sukces osiągnął w latach 30., gdy nastała era filmu dźwiękowego.
Zmarł we śnie 1 marca 1952.

## Wybrana filmografia
- Raj dla dwojga (1927)
- Wielkie nowości (1929)
- Półnaga prawda (1932)
- Sprawa Celliniego (1934)
- Sześć lat miłości (1935)
- Prywatne światy (1935)
- Mój pan mąż (1936)
- Obcym wstęp wzbroniony (1937)
- Dziewczyna z Piątej Alei (1939)
- Wzgórza Primrose (1940)
- Niedokończony interes (1941)